# Ceratovacuna spinulosa
Ceratovacuna spinulosa är en insektsart. Ceratovacuna spinulosa ingår i släktet Ceratovacuna och familjen långrörsbladlöss. Inga underarter finns listade i Catalogue of Life.